# Simon Hubert Carteret-Trécourt
Simon Hubert Carteret-Trécourt (Rolampont, 3 gennaio 1821 – Parigi, 5 gennaio 1885) è stato un generale francese, che prestò prevalentemente servizio in ambito coloniale. Trascorse quasi tutta la sua carriera in Africa, nella legione straniera e,  soprattutto nel corpo degli Zuavi. Partecipò a 32 campagne di cui 23 in Africa e 5 in Messico.  Comandante del 2e Corps d'Armée e poi del 14e Corps d'Armée, fu membro del Conseil supérieur de la guerre e del Comitato alla Difesa (1882-1884), e governatore militare di Lione dal 1881 al 1884.

## Biografia
Nacque a Rolampont (Alta Marna) il 3 gennaio 1821, figlio di Didier e della signora Françoise Trécourt. Il 21 aprile 1841 entrò come allievo presso la École spéciale militaire de Saint-Cyr, da cui uscì il 1 aprile 1843 con il grado di sottotenente, assegnato al 56e Regiment d'infanterie de ligne. Dal successivo mese di maggio fu mandato in Algeria, venendo ferito da una pallottola alla gamba durante una spedizione militare contro i Beni-Chougrans il 29 ottobre 1845 e insignito della Croce di Cavaliere della Legion d'onore nel 1846. Promosso tenente il 28 luglio 1848, ritornò in Francia venendo promosso capitano il 5 maggio 1853. Capitano aiutante maggiore il 30 marzo 1855, in quello stesso anno ritornò in Algeria. Quando era in servizio presso il 1e r Regiment de zuaves, partecipò alla campagna d'Italia rimanendo ferito durante la battaglia di Magenta da un colpo di fucile al braccio destro e fu promosso maggiore il 18 giugno 1859. Partecipò poi alla battaglia di Solferino. Ufficiale della Legion d'onore nel 1861, prestò servizio in Algeria e poi nel luglio 1862 all'intervento francese in Messico. In servizio il 58e Regiment d'Infanterie fu promosso tenente colonnello il 18 agosto 1863. Citato all'ordine del giorno per l'assalto a Puebla il 6 aprile 1864, rimanendo ferito da una scheggia d'obice alla gamba sinistra durante l'attacco alla città. Trasferito al reggimento della Legione straniera il 5 marzo 1864, viene nuovamente citato all'ordine del giorno per l'energia e il vigore dimostrato durante l'assedio di Oaxaca.
Promosso colonnello presso il 95e RI il 26 aprile 1865, ritornò al 1er Regiment de zouaves il 12 agosto 1866. Lasciò il Messico insignito della Commenda della Legion d'onore.
Nel 1870 prese parte alla guerra franco-prussiana, fu promosso generale di brigata il 23 agosto 1870, dopo la battaglia di Reichshoffen. Assunse il comando della 1ª Brigata della 3ª Divisione dell'Armée de Châlons, allora al comando del Maresciallo di Francia Patrice de Mac-Mahon, il 23 agosto, e fu fatto prigioniero di guerra il 2 settembre a Sedan, rimanendo ferito in combattimento da un colpo di fucile alla mano destra. Liberato dalla prigionia il 15 marzo 1871, assunse il comando della 2ª Brigata della 5ª Divisione dell'Armée de Versailles. Il 27 luglio 1871 fu messo a disposizione del comandante delle forze terrestri presenti in Algeria, dove fu comandante della subdivisioni di Desmiliana (25 agosto), d'Orléansville (24 ottobre), Tlemcen (6 ottobre 1873), e della divisione di Costantina (18 luglio 1875). Promosso generale di divisione il 30 settembre 1875, dovette combattere contro la rivolta delle tribù nomadi dei Bou Azid, nella regione di Biskra, nel corso del 1876. Fu nominato comandante del 2e Corps d'Armée di stanza ad Amiens l'11 febbraio 1879.
Grande ufficiale della Legion d'onore nel 1880, divenne comandante del 14e Corps d'Armée e governatore militare di Lione nel 1882, ricoprendo tale incarico sino al 1884. Membro del Conseil supérieur de la guerre e del Comitato alla Difesa dal 1882, membro eminente della Société de Géographie si spense a Parigi, presso la casa dei padri dell'Ordine ospedaliero di San Giovanni di Dio, in rue Oudinot,  il 5 gennaio 1885.

### Annotazioni
1. ↑  Proprietario, mugnaio e sindaco di Rolampont.

### Fonti
1. 1 2 3 4 5 6 7 8 9 10 11 12 13 14 15  Military photos.
2. 1 2 3 4 5 6 7 8  Leonore.
3. ↑  Spitz 1898, p. 388.
4. ↑  Spitz 1898, p. 382.
5. ↑  Spitz 1898, p. 440.
6. ↑  Peyrouloud 2014, p. 153.